# Spoorlijn Köln West - Köln-Longerich
De spoorlijn Köln West - Köln-Longerich is een Duitse spoorlijn en is als spoorlijn 2615 onder beheer van DB Netze.

## Geschiedenis
Het traject werd door de Preußische Staatseisenbahnen geopend op 2 februari 1891 en liep oorspronkelijk vanaf Köln-Gereon. In 1913 werd de lijn verlegd naar het westen en de aansluiting in Köln West gemaakt.

## Treindiensten
De lijn is alleen in dienst voor goederenvervoer.

## Aansluitingen
In de volgende plaatsen is of was er een aansluiting op de volgende spoorlijnen:
Köln West
DB 2613, spoorlijn tussen Köln West en Köln-Ehrenfeld
DB 2617, spoorlijn tussen Köln Betriebsbahnhof en Köln-West
DB 2630, spoorlijn tussen Keulen en Bingen
DB 2638, spoorlijn tussen Köln Hauptbahnhof en Köln West
DB 2640, spoorlijn tussen Köln West en Kalscheuren
aansluiting Köln-Nippes
DB 2614, spoorlijn tussen Köln-Nippes en Köln-Ehrenfeld
Köln Etzelstraße
DB 2610, spoorlijn tussen Keulen en Kranenburg
DB 2620, spoorlijn tussen Köln Hauptbahnhof en Köln-Worringen
Köln-Longerich
DB 2610, spoorlijn tussen Keulen en Kranenburg
DB 2620, spoorlijn tussen Köln Hauptbahnhof en Köln-Worringen

## Elektrificatie
Het traject werd tussen 1959 en 1962 geëlektrificeerd met een wisselspanning van 15.000 volt 16⅔ Hz.